# Branislav Đurđev
Branislav Đurđev (4. srpna 1908 Sremski Karlovci, Uherské království – 26. února 1993 Novi Sad, Svazová republika Jugoslávie) byl bosenskohercegovský historik, orientalista a pedagog srbského původu.

## Život
Vystudoval historii a orientální filologii (1934) na Filozofické fakultě Univerzity v Bělehradě. V akademickém roce 1937/38 strávil na stipendijním pobytu v Istanbulu, který mu hradila turecká vláda. Za pobytu v Turecku se začal hlouběji věnovat studiu dějin Jihoslovanů za osmanské vlády. Od dubna 1939 do dubna 1941, kdy Německo se spojenci napadlo Jugoslávii, pracoval jako kustod v Zemském muzeu v Sarajevu. Zbytek druhé světové války strávil v německém zajetí v táborech Stalag XB a Sandbostel, kde se blíže seznámil s levicovými aktivisty a podporoval komunistické partyzánské hnutí v Jugoslávii. Po návratu do vlasti pobýval v Bosně. Od dubna 1946 do dubna 1950 pracoval jako odborný pracovník Zemského muzea v Sarajevu a pak byl roku 1950 jmenován mimořádným (od 1957 řádným) profesorem a proděkanem (1964/65 děkanem) nově zřízené Filozofické fakulty Univerzity v Sarajevu. Na této fakultě přednášel o dějinách národů Jugoslávie v osmanské vlády a metodologii historického výzkumu. Roku 1973 odešel do penze. Na pozvání Vojvodinské akademie věd a umění se roku 1980 přestěhoval do Nové Sadu. Po osm letech se vrátil do Sarajeva, ale kvůli válce znovu odešel do Nové Sadu (1992), kde nedlouho poté i zemřel. Pohřben byl v rodném městě Sremski Karlovci.
Đurđev byl členem Učené společnosti Bosny a Hercegoviny, jistý čas stál i v jejím čele (1955–1959). Po transformaci společnosti na Akademii věd a umění Bosny a Hercegoviny se stal místopředsedou (1966–1967) ANUBiH a posléze i jejím předsedou (1968–1971). Za svou práci získal řadu ocenění, mezi nimi Šestodubnovou cenu města Sarajeva. Jeho zásluhu byl v Sarajevu zřízen Orientální ústav, jehož byl prvním předsedou (1950–1965).

## Dílo
- Kanun-nama bosanskog sandžaka iz godine 1530 (Sarajevo 1948), separát odborné stati
- O knezovima pod turskom upravom (Beograd 1949), odborná stať
- O uticaju turske vladavine na razvitak naših naroda (Sarajevo 1950), odborná stať
- Kanun-nama za bosanski, hercegovački i zvornički sandžak iz 1539 god. (Sarajevo 1950), odborná stať
- Defteri za crnogorski sandžak iz vremena Skender bega Crnojevića (Sarajevo 1952), odborná stať
- Turska vlast u Crnoj Gori u XVI i XVII veku: prilog jednom nerešenom pitanju iz naše istorije (Sarajevo 1953), monografie
- Iz istorije Crne Gore, brdskih i malisorskih plemena (Sarajevo 1954), monografie
- Sitni prilozi za istoriju Crne Gore u XVI i XVII veku. 2 (Sarajevo 1955), odborná stať
- Jugoslavenske zemlje pod turskom vlašću: do kraja XVIII stoljeća (ed. Branislav Đurđev a Milan Vasić, Zagreb 1962, Banja Luka–Istočno Sarajevo 2005), monografie
- Uloga crkve u starijoj istoriji srpskog naroda (Sarajevo 1964), monografie
- Dva deftera Crne Gore iz vremena Skender-bega Crnojevića (ed. Branislav Đurđev a Lamija Hadžiosmanović, Sarajevo 1973), monografie
- O granicama između Hercegovine i Crne Gore 1477. i 1481. godine (Sarajevo 1971), separát odborné stati
- Iz aula, kišlaga i jajlaga u socijalizam: utisci sa konferencije u Ašhabadu (Sarajevo 1972), separát eseje
- Razvitak čovečanstva i društvo (Novi Sad 1980), monografie
- Zagonetke civilizacije u starijoj istoriji čovečanstva (Novi Sad 1981), monografie
- Postanak i razvitak brdskih, crnogorskih i hercegovačkih plemena (Titograd 1984), vybrané odborné stati
- Kada i kako su nastali despota Stefana zakoni za Novo Brdo (Sarajevo 1987), monografie
- Na zastarelim stranputicama (ed. Vesna Mušeta-Aščerić, Sarajevo 2002)